# Maurice Sauvêtre
Maurice Sauvêtre, né le 13 août 1896 à Saint-Genès-de-Blaye (Gironde) et mort le 22 août 1979 à Courpignac (Charente-Maritime), est un homme politique français.

## Détail des fonctions et des mandats
Mandat parlementaire
- 19 juin 1955 - 26 avril 1959 : Sénateur de la Charente-Maritime